# Општина Источно Ново Сарајево
Општина Источно Ново Сарајево (раније општина Српско Ново Сарајево) је општина у саставу града Источно Сарајево у Републици Српској, Босни и Херцеговини. Сједише општине је у градском насељу Лукавица. Према подацима Агенције за статистику Босне и Херцеговине на попису становништва 2013. године, у општини је пописано 10.642 лица.

## Географија
Површина општине је 36 km². Густина насељености је 245 становника по km², а просјечна надморска висина 500 м. Општина Источно Ново Сарајево граничи са општинама Источна Илиџа, Пале, Источни Стари Град и Трново у Републици Српској, те општинама Нови Град Сарајево, Ново Сарајево, Центар Сарајево и Стари Град Сарајево у Федерацији Босне и Херцеговине.
Већи дио територије општине Источно Ново Сарајево смјештен је на надморској висини изнад 600 м. Преовладавају равничарски и брежуљкасто-брдовити макрорељефни облици. Равничарски терени су широке долине ријека (Тилава и Лукавичка ријека). Брежуљкасто-брдовити терен заступљен је на сјеверном и сјевероисточном дијелу територије, те на југу и југоистоку (брдо Павловац, висина 650 м). Идући према рубним насељима, брдовити терен на сјеверу и сјевероистоку везује се за падине Требевића и Јахорине (на истоку и југоистоку) па рељеф поприма карактеристике планинског са надморском висином од 1.000 м и више. Под шумом се налази 2.054 ха или 44,1% укупне површине. То су претежно листопадне, букове шуме, а на већим надморским висинама четинарске шуме и шикаре смреке, јеле, бијелог бора и клековине.
На климу овог подручја утичу знатна надморска висина Сарајевског поља и његова окруженост високим планинама са одликама алпске климе. Територија Општине има климу на прелазу из умјереноконтиненталне у субпланинску, са свјежим љетима и хладним зимама. Ово подручје подложно је сјеверним продорима поларног ваздуха, који доспијева из средње и сјевероисточне Европе и Сибира. Средње температуре ваздуха крећу се око 18 °C. Љета су умјерена, пријатна, чак и прохладна, а зиме оштре. Ово подручје прима знатну количину падавина (око 1.125 mm по m²).

## Насељена мјеста
Подручје општине Источно Ново Сарајево чине насељена мјеста:
Лукавица, Клек, Козаревићи, Миљевићи, Петровићи, Сарајево дио — Ново Сарајево, Топлик и Тврдимићи.
На подручју општине Источно Ново Сарајево постоји шест мјесних заједница:
МЗ Враца, МЗ Лукавица, МЗ Лукавица-Центар, МЗ Миљевићи, МЗ Петровићи, МЗ Топлик-Тилава.
Општина Источно Ново Сарајево са општином Источна Илиџа дијели југоисточни дио Сарајевског поља који је Дејтонским споразумом припао Републици Српској, а њена насеља се налазе и на падинама Требевића и Јахорине. Општину сачињавају мјесне заједнице која су припадале предратним општинама Ново Сарајево и Центар Сарајево: Лукавица, Павловац, Тилава, Топлик, дио мјесних заједница Враца и Горњи Ковачићи (урбана насеља) и насеља на Требевићу: Тврдимићи, Петровићи, Миљевићи, Клек, Козаревићи, Близанци.

## Становништво
Попис становништва на простору општине није извршен од 1991. године, па је тешко процијенити укупан број становника. Према процјенама Завод за статистику Републике Српске из Бање Луке, општину насељава 9.129 становника (2004). Према процјенама општинских власти тај број износи око 20.000. Становништво ове општине чине углавном Срби.

### Национални састав 2013. (коначни резултатиБХАС)
| Етнички састав према попису из 2013.‍ | Етнички састав према попису из 2013.‍ | Етнички састав према попису из 2013.‍ | Етнички састав према попису из 2013.‍ | Етнички састав према попису из 2013.‍ |
| ------------------------------------ | ------------------------------------ | ------------------------------------ | ------------------------------------ | ------------------------------------ |
|                                      |                                      |                                      |                                      |                                      |
| Срби                                 | Срби                                 |                                      | 10.248                               | 96,29%                               |
| Хрвати                               | Хрвати                               |                                      | 107                                  | 1,00%                                |
| Бошњаци                              | Бошњаци                              |                                      | 44                                   | 0,41%                                |
| Остали                               | Остали                               |                                      | 175                                  | 1,64%                                |
| Неизјашњени                          | Неизјашњени                          |                                      | 68                                   | 0,64%                                |
| укупно: 10.642                       |                                      |                                      |                                      |                                      |

## Развој општине након 1995. године
Подручје данашње општине Источно Ново Сарајево прије рата било је слабо урбанизовано, што се после 1995. године убрзано мијења. Ново урбано језгро општине чине стамбене зграде изграђене у бившим касарнама ЈНА и ВРС "Слободан Принцип Сељо" и "Славиша Вајнер Чича", као и многи објекти посвећени спорту и култури, стадион ФК Славија, спортска дворана „Славија“, позориште, културни центар, средњошколски центар, пијаца у Лукавици, тржни центри...
Окосницу развоја општине чине значајни капацитети 10 предузећа која се налазе у саставу „Енергоинвеста“ ("РАОП“, „Аутоматика“, „ТАТ“,"Елко“ и др.) затим капацитети УНИС „Ласта“, Фабрике специјалних возила, као и веће приватне фирме.
У центру Лукавице смјештени су Електротехнички, Машински и Пољопривредни факултет, Музичка академија, Скупштина града Источно Сарајево, Матична библиотека Источно Сарајево, управне зграде и производни капацитети ФАМОС-а, Радио-телевизија Источно Сарајево, Радио Источно Сарајево, Основна школа „Свети Сава“ (ossvetisavais.rs.ba), Средња школа „28. јун“, Културни центар Источно Ново Сарајево, Дом здравља Источно Ново Сарајево, амбуланта Лукавица, Водовод и канализација Источно Сарајево, Сарајево-гас Источно Сарајево, Топлане-ИНС Источно Ново Сарајево и друге значајне институције.